# 붙여막기
붙여막기는 화점 정석의 일종으로, 상대의 돌에 붙여서 진로를 막거나 퇴로를 차단하는 것이다.